# Zell am Pettenfirst
Zell am Pettenfirst osztrák község Felső-Ausztria Vöcklabrucki járásában. 2018 januárjában 1236 lakosa volt.

## Elhelyezkedése

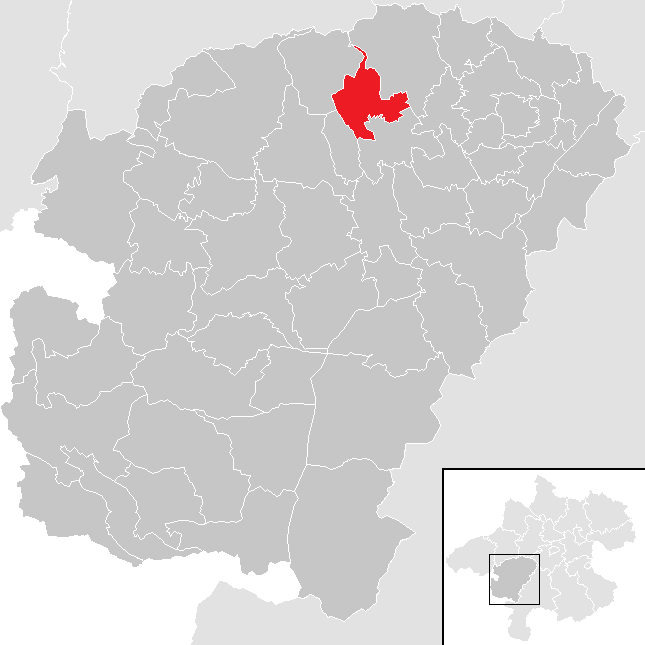
Zell am Pettenfirst a Vöcklabrucki járásban

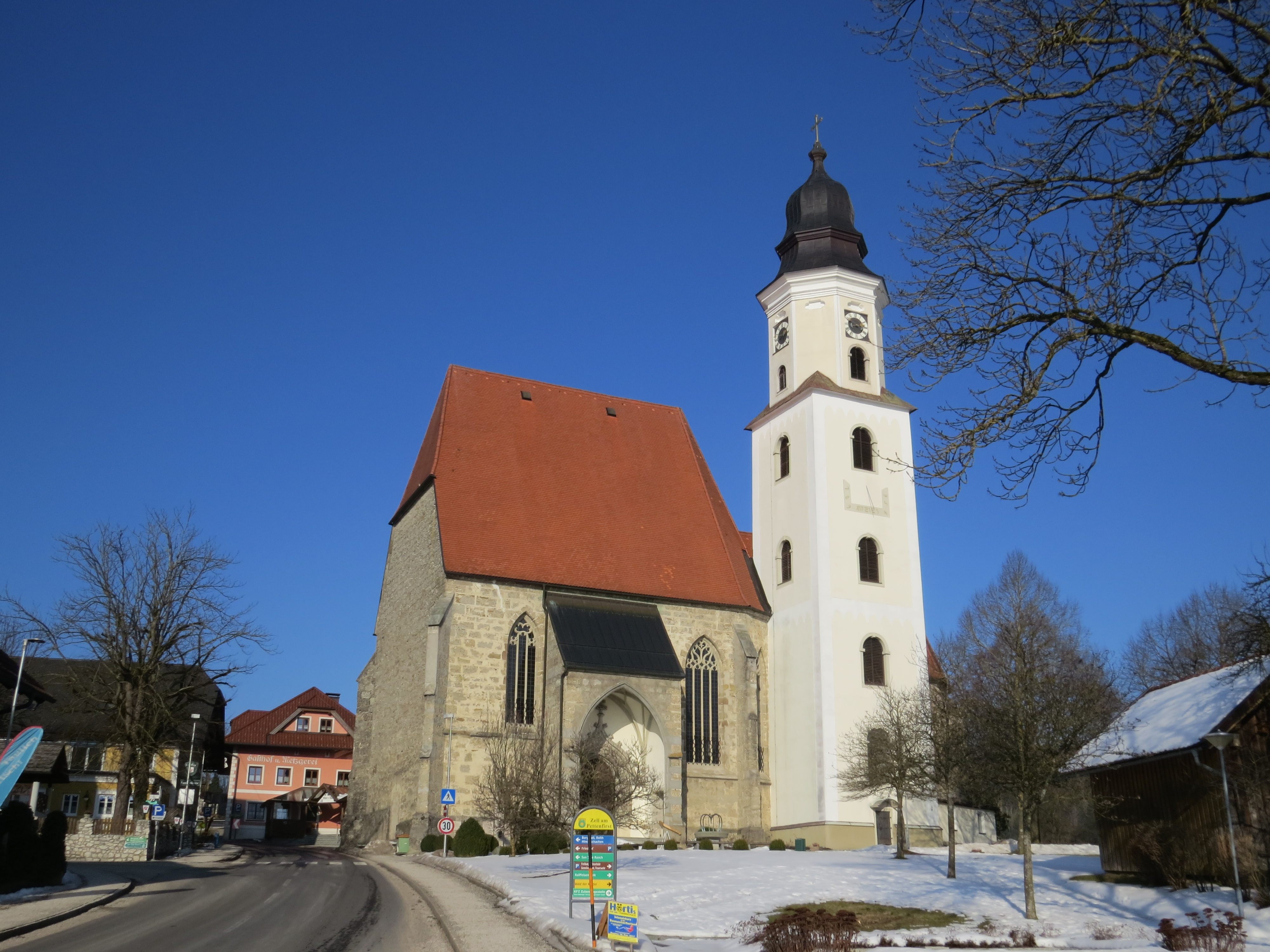
A Szűz Mária látogatása-templom

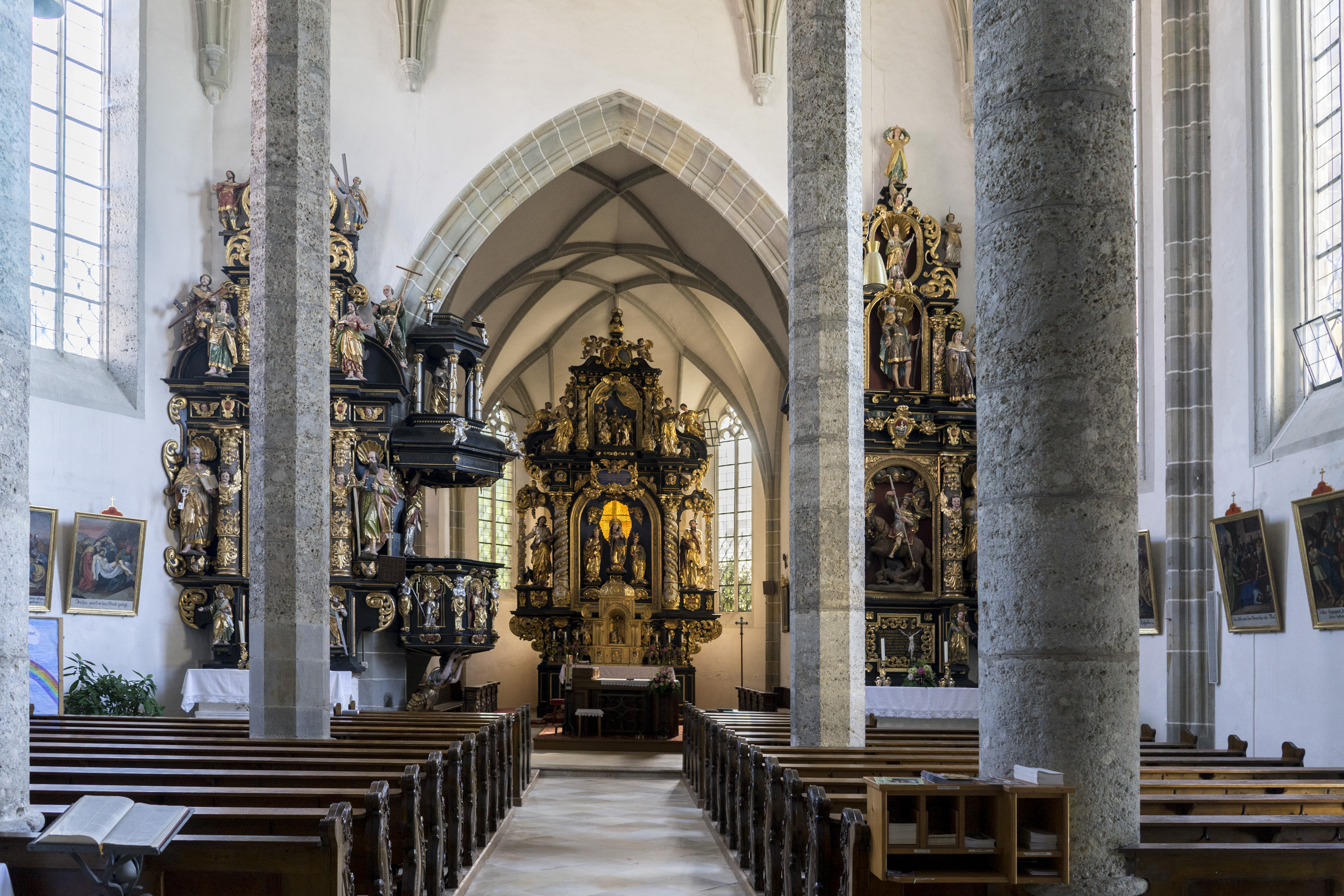
A templom belső tere

Zell am Pettenfirst Felső-Ausztria Hausruckviertel régiójában helyezkedik el a Hausruckwald dombságának déli lejtőin. Határait északon a Hausruck gerince, nyugaton az  Ampflwangerbach folyó alkotja. Területének 33,8%-a erdő, 58,1% áll mezőgazdasági művelés alatt. Az önkormányzat 23 falut és településrészt egyesít: Bruck (79 lakos 2018-ban), Burgstall (38), Ehwalchen (22), Franzeneck (20), Gerhardsberg (59), Gewerbestraße (7), Heinrichsberg (64), Hinteredt (40), Hinterschachen (30), Hochrain (122), Kalletsberg (40), Ketzerhub (20), Kopplbrenn (21), Kreuth (94), Pettenfirst (95), Roith (35), Schablberg (36), Schierling (26), Schwarzland (76), Vornholz (60), Wegleithen (17), Wolfsdoppl (42) és Zell am Pettenfirst (193). 
A környező önkormányzatok: északkeleten Ottnang am Hausruck, délkeleten Ungenach, délnyugaton Puchkirchen am Trattberg, északnyugaton Ampflwang im Hausruckwald.

## Története
Zellt először 1371-ben említik Schaunberg urbáriumában. Feltehetően ekkor már ismert Szűz Mária-zarándokhely volt. Későgótikus temploma a 15. század végén épült. A Zell név apátsági birtokra utal. 
Zell am Pettenfürst (ahogyan akkor hívták) községi önkormányzata 1850-ben alakult meg. Népessége ekkor már ezer körül volt. 1889-ben egy földcsuszamlás két házat megsemmisített.

## Lakosság
A Zell am Pettenfirst-i önkormányzat területén 2018 januárjában 1236 fő élt. A lakosságszám 2001 óta 1200 körül mozog. 2016-ban a helybeliek 96,1%-a volt osztrák állampolgár; a külföldiek közül 1,4% a régi (2004 előtti), 1,2% az új EU-tagállamokból érkezett. 2001-ben a lakosok 89,2%-a római katolikusnak, 2,9% evangélikusnak, 1,1% mohamedánnak, 3,3% pedig felekezeten kívülinek vallotta magát. 

## Látnivalók
- a Szűz Mária látogatása-plébániatemplom

## Fordítás
- Ez a szócikk részben vagy egészben  a   Zell am Pettenfirst című német Wikipédia-szócikk ezen változatának fordításán alapul.  Az eredeti cikk szerkesztőit annak laptörténete sorolja fel. Ez a jelzés csupán a megfogalmazás eredetét és a szerzői jogokat jelzi, nem szolgál a cikkben szereplő információk forrásmegjelöléseként.